# بوهوت
بوهوت (به لاتین: Bohot) یک منطقهٔ مسکونی در بلغارستان است که در شهرستان پلون واقع شده‌است. بوهوت ۴۶٬۴۸۹ کیلومتر مربع مساحت و ۸۱۱ نفر جمعیت دارد و ۳۲۱ متر بالاتر از سطح دریا واقع شده‌است.